# Comté de Baca
Pour les articles homonymes, voir Baca.
Le comté de Baca est un comté du Colorado. Son siège est Springfield. Les autres municipalités du comté sont : Campo, Pritchett, Two Buttes, Vilas et Walsh.
Créé en 1889, le comté de Baca est nommé en l'honneur de la famille de l'un de ses premiers habitants.

## Démographie
| 1890  | 1900 | 1910  | 1920  | 1930   | 1940  |
| ----- | ---- | ----- | ----- | ------ | ----- |
| 1 479 | 759  | 2 516 | 8 721 | 10 570 | 6 207 |

| 1950  | 1960  | 1970  | 1980  | 1990  | 2000  |
| ----- | ----- | ----- | ----- | ----- | ----- |
| 7 964 | 6 310 | 5 674 | 5 419 | 4 556 | 4 517 |

| 2010  | - | - | - | - | - |
| ----- | - | - | - | - | - |
| 3 788 | - | - | - | - | - |